# Sri-lankische Cricket-Nationalmannschaft in England in der Saison 2006
Die Tour der sri-lankischen Cricket-Nationalmannschaft nach England in der Saison 2006 fand vom 11. Mai bis zum 1. Juli 2006 statt. Die internationale Cricket-Tour war Bestandteil der Internationalen Cricket-Saison 2006 und umfasste drei Tests, fünf ODIs und ein Twenty20. Sri Lanka gewann die die ODI-Serie 5–0 und die Twenty20-Serie 1–0, während die Test-Serie 1–1 unentschieden endete.

## Vorgeschichte
Für beide Mannschaften war es die erste Tour der Saison. Das letzte Aufeinandertreffen der beiden Mannschaften bei einer Tour fand in der Saison 2003/04 in Sri Lanka statt.

## Stadien
Die folgenden Stadien wurden für die Tour als Austragungsort vorgesehen.
| Stadion                     | Stadt             | Kapazität | Spiele          |
| --------------------------- | ----------------- | --------- | --------------- |
| Edgbaston Cricket Ground    | Birmingham        | 24.803    | 2. Test         |
| Emirates Durham             | Chester-le-Street | 17.000    | 3. ODI          |
| Headingley Stadium          | Leeds             | 17.000    | 5. ODI          |
| The Oval                    | London            | 23.500    | 2. ODI          |
| Lord’s Cricket Ground       | London            | 30.000    | 1. Test; 1. ODI |
| Old Trafford Cricket Ground | Manchester        | 19.000    | 4. ODI          |
| Trent Bridge                | Nottingham        | 15.350    | 3. Test         |
| Rose Bowl                   | Southampton       | 6.500     | 1. T20          |

## Kaderlisten
Sri Lanka benannte seinen Test-Kader am 10. April und seinen ODI-Kader am 7. Juni 2006.
England benannte seinen Test-Kader am 7. Mai 2006.
| Test | Test | ODI | ODI | Twenty20 | Twenty20 |
| England | Sri Lanka | England | Sri Lanka | England | Sri Lanka |
| --- | --- | --- | --- | --- | --- |
| - Paul Collingwood - Alastair Cook - Andrew Flintoff - Matthew Hoggard - Geraint Jones - Jon Lewis - Sajid Mahmood - Monty Panesar - Kevin Pietersen - Liam Plunkett - Andrew Strauss - Marcus Trescothick | - Tillakaratne Dilshan - Sanath Jayasuriya - Mahela Jayawardene - Charmara Kapugedra - Nuwan Kulsakara - Farveez Maharoof - Lasith Malinga - Jehan Mubarak - Muttiah Muralitharan - Thilan Samaraweera - Kumar Sangakkara - Upul Tharanga - Chaminda Vaas - Michael Vandort | - Kabir Ali - Ian Bell - Tim Bresnan - Paul Collingwood - Alastair Cook - Jamie Dalrymple - Stephen Harmison - Matthew Hoggard - Alex Loudon - Sajid Mahmood - Kevin Pietersen - Liam Plunkett - Vikram Solanki - Andrew Strauss - Marcus Trescothick | - Russel Arnold - Malinga Bandara - Tillakaratne Dilshan - Dilhara Fernando - Sanath Jayasuriya - Mahela Jayawardene - Charmara Kapugedra - Farveez Maharoof - Lasith Malinga - Ruchira Perera - Kumar Sangakkara - Upul Tharanga - Chaminda Vaas | - Tim Bresnan - Paul Collingwood - Jamie Dalrymple - Stephen Harmison - Geraint Jones - Ed Joyce - Sajid Mahmood - Kevin Pietersen - Liam Plunkett - Andrew Strauss - Marcus Trescothick | - Russel Arnold - Tillakaratne Dilshan - Dilhara Fernando - Sanath Jayasuriya - Mahela Jayawardene - Charmara Kapugedra - Farveez Maharoof - Lasith Malinga - Ruchira Perera - Kumar Sangakkara - Upul Tharanga |

## Tour Matches
| 24. – 26. April Scorecard | Cambridge | Sri Lankans 289 (74.2) & 256-6d (67) | – | British Universities 125 (49.4) & 130-8 (56) |
|                           |           | Remis                                |   |                                              |

| 29. April – 1. Mai Scorecard | Derby | Derbyshire 219 (84) & 208-4d (44) | – | Sri Lankans 166-7d (47.5) & 262-4 (58.1) |
|                              |       | Sri Lankans gewinnt mit 6 Wickets |   |                                          |

| 2. Mai Scorecard | Wormsley | Sir Paul Getty's XI 195-6 (50)          | – | Sri Lankans 179 (48.1) |
|                  |          | Sir Paul Getty's XI gewinnt mit 16 Runs |   |                        |

| 4. – 6. Mai Scorecard | Worcester | Sri Lankans 179 (58.5) & 118 (50.3) | – | England A 259 (87.3) & 41-0 (8) |
|                       |           | England A gewinnt mit 10 Wickets    |   |                                 |

| 18. – 21. Mai Scorecard | Hove | Sri Lankans 521-5d (161.4) & 5-1 (2) | – | Sussex 262 (85.5) |
|                         |      | Remis                                |   |                   |

| 9. Juni Scorecard | Chelmsford | Sri Lankans 172 (43.3)      | – | Essex 174-4 (38) |
|                   |            | Essex gewinnt mit 6 Wickets |   |                  |

| 11. Juni Scorecard | Taunton | Somerset 332-6 (50)          | – | Sri Lankans 281 (46.3) |
|                    |         | Somerset gewinnt mit 51 Runs |   |                        |

| 13. Juni Scorecard | Arundel | Sri Lankans 180-3 (16) | – | PCA Masters XI |
|                    |         | No Result              |   |                |

### ODI in Irland
| 1. Juni Scorecard | Belfast | England 301-7 (50)          | – | Irland 263-9 (50) |
|                   |         | England gewinnt mit 38 Runs |   |                   |

### ODIs in den Niederlanden
| 4. Juli Scorecard | Amstelveen | Sri Lanka 443-9 (50)           | – | Niederlande 248 (48.3) |
|                   |            | Sri Lanka gewinnt mit 195 Runs |   |                        |

| 6. Juli Scorecard | Amstelveen | Sri Lanka 313-8 (50)          | – | Niederlande 258 (49) |
|                   |            | Sri Lanka gewinnt mit 55 Runs |   |                      |

## Tests

### Erster Test in London
| 11. – 15. Mai Scorecard | London (Lord’s) | England 551-6d (143) | – | Sri Lanka 192 (55.3) & 537-9 (199) (f/o) |
|                         |                 | No Result            |   |                                          |

### Zweiter Test in Birmingham
| 25. – 28. Mai Scorecard | Birmingham | Sri Lanka 141 (51.2) & 231 (93.2) | – | England 295 (78.3) & 81-4 (27.2) |
|                         |            | England gewinnt mit 6 Wickets     |   |                                  |

### Dritter Test in Nottingham
| 2. – 5. Juni Scorecard | Nottingham | Sri Lanka 231 (66.2) & 322 (113.1) | – | England 229 (91.1) & 190 (68.2) |
|                        |            | Sri Lanka gewinnt mit 134 Runs     |   |                                 |

## Twenty20 International in Southampton
| 15. Juni Scorecard | Southampton | Sri Lanka 163 (20)           | – | England 161-5 (20) |
|                    |             | Sri Lanka gewinnt mit 2 Runs |   |                    |

## One-Day Internationals

### Erstes ODI in London
| 17. Juni Scorecard | London (Lord’s) | Sri Lanka 257-9 (50)          | – | England 237-9 (50) |
|                    |                 | Sri Lanka gewinnt mit 20 Runs |   |                    |

### Zweites ODI in London
| 20. Juni Scorecard | London (The Oval) | Sri Lanka 319-8 (50)          | – | England 273 (46.4) |
|                    |                   | Sri Lanka gewinnt mit 46 Runs |   |                    |

### Drittes ODI in Chester-le-Street
| 24. Juni Scorecard | Chester-le-Street | England 261-7 (50)              | – | Sri Lanka 265-2 (42.2) |
|                    |                   | Sri Lanka gewinnt mit 8 Wickets |   |                        |

### Viertes ODI in Manchester
| 28. Juni Scorecard | Manchester | Sri Lanka 318-7 (50)          | – | England 285 (48.4) |
|                    |            | Sri Lanka gewinnt mit 33 Runs |   |                    |

### Fünftes ODI in Leeds
| 1. Juli Scorecard | Leeds | England 321-7 (50)              | – | Sri Lanka 324-2 (37.3) |
|                   |       | Sri Lanka gewinnt mit 8 Wickets |   |                        |